# GP35型柴油机车
GP35型柴油机车是美国通用汽车易安迪公司（GM-EMD）在1960年代初推出的一款柴油机车，主要竞争对象是通用电气的U25B型柴油机车，以及美国机车公司的世纪424、世纪425型柴油机车。
1959年，通用电气公司正式投身于激烈竞争的柴油机车领域，向市场推出装用FDL16型柴油机的U25B型柴油机车，这款机车是美国第二代柴油机车的典型代表，柴油机装车功率达到2500马力，是当时美国国内单机功率最大的四轴柴油机车，使其成为通用电气公司第一款成功打入美国本土市场的干线柴油机车。U25B型柴油机车的出现，使易安迪公司和美国机车公司第一次感受到市场竞争之激烈，当时易安迪公司并没有可以与之抗衡的车型，产品线中功率最大的四轴干线调车机车是采用16-567D2型柴油机的GP20型柴油机车，柴油机装车功率只有2000马力。
易安迪公司为了回应通用电气的竞争，加上提高单机功率已是当时干线机车的发展趋势，于是在1961年推出功率更大的GP30型柴油机车，装用16-567D3型柴油机使之功率提升至2250马力。尽管如此，GP30型柴油机车的功率还算不上是U25B型柴油机车的同级对手。1963年，易安迪公司宣布推出16-567D3A型涡轮增压柴油机，通过重新设计的活塞结构和吸气系统，将额定最高转速提高到每分钟900转，使其额定功率提升至2500马力，同年又推出装用这款柴油机的GP35型柴油机车，作为取代GP30型柴油机车的换代车型。1964年，易安迪又推出六轴版本的SD35型柴油机车，以及采用机械增压的GP28、SD28型柴油机车。GP35型柴油机车的后继产品是1965年投产的GP40型柴油机车。
GP35型柴油机车推出后获得颇为理想的市场反应，投产不到三年其销量已经突破1000台大关。1963年7月至1966年1月间，易安迪共制造了1,334台GP35型柴油机车，总销量在GP系列柴油机车当中排行第四位。美国国内的主要用户包括圣塔菲铁路、南太平洋鐵路、宾夕法尼亚铁路、南方铁路、诺福克和西方铁路、海湾、莫比尔和俄亥俄铁路、密苏里太平洋铁路、巴尔的摩与俄亥俄铁路、切薩皮克與俄亥俄鐵路、伊利拉克瓦纳铁路、纽约中央铁路、雷丁铁路、岩岛铁路、路易斯维尔和纳什维尔铁路等。美国国外的用户包括加拿大国家铁路、加拿大太平洋铁路及墨西哥国家铁路。
GP35型柴油机车是干线货运用的四轴柴油机车，采用单司机室、底架承载结构、双侧外走廊的罩式车体，车体上部自前向后由电气室、司机室、动力室、冷却室四部分组成，其中电气室一端称为短罩端，动力室和冷却室一端称为长罩端，而短罩端的高度比长罩端低，使司机室的瞭望视野大为改善。机车走行部标准配置为两台布贝格B型二轴转向架，但由于很多铁路公司用退役机车与易安迪折价贴换新机车，因此有部分机车会使用翻新后的AAR标准转向架或布贝格B型转向架。动力装置为一台16气缸、二冲程、涡轮增压的16-567D3A型柴油机。传动系统采用直—直流电传动，柴油机直接驱动一台D22型直流发电机，发出的直流电供给四台D57型直流牵引电动机。牵引电动机采用轴悬式驱动方式，牵引齿轮传动比为4.13（62：15）。